# Nixia
Nixia (kinesiska: 尼辖, 尼辖乡) är en socken i Kina. Den ligger i den autonoma regionen Tibet, i den sydvästra delen av landet, omkring 360 kilometer väster om regionhuvudstaden Lhasa. Antalet invånare är 1 827. Befolkningen består av 910 kvinnor och 917 män. Barn under 15 år utgör 30 %, vuxna 15-64 år 65 %, och äldre över 65 år 4,0 %.
Genomsnittlig årsnederbörd är 808 millimeter. Den regnigaste månaden är juli, med i genomsnitt 198 mm nederbörd, och den torraste är december, med 9 mm nederbörd.